# Дольне-Вимяри
Дольне-Вимяри (пол. Dolne Wymiary, нім. Niederausmaß) — село в Польщі, у гміні Хелмно Хелмінського повіту Куявсько-Поморського воєводства.
Населення — 355 осіб (2011).
У 1975-1998 роках село належало до Торунського воєводства.

## Демографія
Демографічна структура станом на 31 березня 2011 року:
|          | Загалом | Допрацездатний вік | Працездатний вік | Постпрацездатний вік |
| -------- | ------- | ------------------ | ---------------- | -------------------- |
| Чоловіки | 172     | 43                 | 113              | 16                   |
| Жінки    | 183     | 55                 | 100              | 28                   |
| Разом    | 355     | 98                 | 213              | 44                   |